# 奈井江・空知ストレーツ
奈井江・空知ストレーツ（ないえ・そらちストレーツ、英語: Naie Sorachi Straights）は、かつて存在した日本のプロ野球球団。北海道奈井江町と浦臼町を拠点に独立リーグの北海道ベースボールリーグに所属していた。2022年シーズンからリーグ戦に参加したが、同年シーズン終了後に脱退・解散した。

## 概要
北海道ベースボールリーグが、北海道フロンティアリーグと分裂した後の2022年からの参加球団である。設立発表当初は滝川市を本拠とする滝川プレインウィンズとなる予定であったが、シーズン開幕前の2022年1月に本拠地を奈井江町に変更した。チーム名は1月31日に「奈井江・空知ストレーツ」に決定した。リーグウェブサイトの試合結果では「奈井江」と略称表記されている。
2022年シーズンは、リーグに所属する3球団の中で、唯一専任監督を置いていなかった。初代の球団代表を務める高谷秀虎は、レラハンクス富良野BCの元選手である。
2023年3月31日、経営の困難と選手確保の不十分を理由として、昨シーズンをもってリーグを脱退して解散することを発表した。解散後には旧所属選手7人がすながわリバーズに入団している。

### 開催球場
奈井江町には硬式野球の規格を満たした野球場がなく、試合の開催は浦臼町ふるさと運動公園野球場がメインで、当初日程ではほかに芦別市民球場と深川市民球場でホームゲームを開催する形だった。開幕後に日程の変更で、新十津川町の新十津川町ピンネスタジアムで1試合がナイターで開催された。

## 沿革

### 2021年
- 10月16日 - リーグの公式Twitterにおいて、2022年シーズンから滝川市の球団が加入することが発表される[13]。
- 11月1日 -  滝川球団公式Twitterでチーム名を「滝川プレインウィンズ」と発表[1]。

### 2022年
- 1月19日 - 本拠地ならびにチーム名の変更を発表[2][3]。発表および報道によると、滝川市での球場や選手寮の確保に難航し、選手寮を奈井江町に決め、滝川市の球場使用を断念したことが原因である[2][3]。球場は浦臼町と新十津川町を使うと報じられた[2]。
- 1月31日 - 球団名が「奈井江・空知ストレーツ」に決定[4]。
- 5月15日 - 初の公式戦（対富良野ブルーリッジ）が開催されたが、荒天によりノーゲームとなる[14]。
- 5月21日 - 対すながわリバーズ戦（浦臼）で最初の（成立した）公式戦実施（0-13で敗戦）[15]。
- 8月22日 - 複数の選手に新型コロナウイルス感染症の陽性判定が出たため、26日と28日の試合が中止となる[16]。
- 9月23日 - 初年度の公式戦が終了、9勝28敗2分の3位に終わる[17]。

### 2023年
- 3月31日 - 前年シーズンでのリーグ脱退と解散を発表[7]。

## 成績
| 年度 | 監督     | 順位 | 試合 | 勝利 | 敗戦 | 引分 | 勝率 | ゲーム差 |
| ---- | -------- | ---- | ---- | ---- | ---- | ---- | ---- | -------- |
| 2022 | （なし） | 3    | 39   | 9    | 28   | 2    | .243 | 28.5     |

## マスコットキャラクター
エンブレムにも描かれている、野球のユニフォームを着た犬で、選手の協議により2022年5月13日に「まなお」と命名された。